# Chilothorax sinicus
Chilothorax sinicus är en skalbaggsart som beskrevs av Cervenka 1994. Chilothorax sinicus ingår i släktet Chilothorax och familjen Aphodiidae. Inga underarter finns listade i Catalogue of Life.